# Rufii
La gens Rufia, parfois orthographiée Ruffia, était une famille plébéienne de la Rome antique. Les membres de cette gens ne sont mentionnés dans l'histoire qu'à l'époque impériale, et ils n'ont acquis que peu d'importance jusqu'à la fin du IIIe siècle, date à partir de laquelle la famille a pris de l'importance, obtenant le consulat à plusieurs reprises depuis l'époque de Constantin jusqu'à celle de Justinien, et occupant fréquemment le poste de Préfet de Rome.

## Origine
Le nomen Rufius est dérivé du nom de famille latin commun Rufus , rouge, donné à l'origine à quelqu'un aux cheveux roux. Il est fréquemment confondu avec Rufrius, probablement à cause des mots associés, rougeâtre ou vermeil. Chase classe Rufius parmi les gentilicia originaires de Rome ou dont on ne peut démontrer qu'elles viennent de nulle part ailleurs.

## Branches etcognomen
Les Rufii utilisaient une variété de cognomina personnelles, typiques de la nomenclature romaine à l'époque impériale. Le seul nom de famille distinct semble avoir été Festus, joyeux ou festif, qui apparaît chez les Rufii pendant plusieurs siècles. Le nomen Ceionius suggère que certains des Rufii descendaient probablement des Ceionii,  et ont acquis le nomen Rufius par l'intermédiaire d'une lignée féminine, bien que cela soit incertain, étant donné la variabilité de la nomenclature romaine sous l'Empire, dans laquelle les nomina pouvaient être réorganisés pour raisons politiques, afin de mettre l’accent sur les liens familiaux. Avienus, qui apparaît à plusieurs reprises chez les Rufii du IVe   au   VIe siècle, fut probablement acquis de cette manière ; c'était le nomen d'une obscure famille plébéienne, tandis qu'un autre membre de la famille portait Postumius, le nomen d'une des grandes maisons nes de Rome ; il apparaît deux fois encore chez les Rufii un siècle plus tard : une fois sous la forme dérivée Postumianus, bien que l'on ignore si ces derniers descendaient du Postumius antérieur. Volusianus, dérivé de l'ancienne gens des Volusii, s'est également transmis sur plusieurs générations.

## Membres
- Rufius Crispinus, ou Rufrius Crispinus, un eques qui accéda au rang de préfet du prétoire sous Claude, et fut récompensé par l'insigne questorien pour avoir appréhendé Decimus Valerius Asiaticus en 47 apr. J.-C. Agrippine le fit démettre de ses fonctions en 52, et il fut envoyé en exil en 66, en tant qu'ancien époux de l'impératrice Poppée Sabine. Condamné à mort, il s'est suicidé[6],[7],[8].
- Rufius ou Rufrius Crispinus, fils du préfet du prétoire, fut mis à mort par Néron[9].
- Lucius Rufius Clarus Gallus, patron de l'un des collèges artisanaux d'Ostie[10].
- Rufia C.f. Aquilina, une femme issue d'une famille sénatoriale[11].
- Ruffia Marcella, une femme issue d'une famille sénatoriale, était l'épouse de Sabinianus[12].

### Rufii Festi
Les Rufii Festi sont originaires de Volcinii, ils sont inscrits dans la tribu Pomptina.
- (Rufius), épouse une petite-fille de Musonius Rufus et Caesius Bassus;
  - Caius (Rufius Festus), (v.120- ?);
    - Caius Rufius Festus, (v.145 - ap.v.190), chevalier romain, procurateur de la province de Dalmatie et d'Histria;
      - Caius Rufius Festus Laelius Firmus, (v.180 - ?);
        - Caius Rufius Proculus, (v.205 - ap.236), curateur opericum en 236;
          - Rufia Procula, (v.235 - ?), épouse de Marcus Ceionius Varus;
            - Caius Ceionius Rufius Volusianus, (v.250 - ap.315), triple consulaire, préfet de Rome;
              - Ceionius Rufius Albinus, (v.290 - ap.339), consul en 335, Préfet de Rome en 335/7.
                - ? Caius Ceionius Rufius Volusianus Lampadius, (v.315 - 371/402), Préfet de Rome en 365;
                  - Ceionius Rufius Albinus, (v.340 - ap.391), préfet de Rome en 389;
                    - Ceionia Albina, (v.370 - ?), épouse de Valerius Poblicola;
                    - Rufius Antonius Agrypnius Volusianus, (370 - 6/1/437), préfet de Rome, préfet du prétoire d'Italie;
                      - Volusiana, (415 - ?), épouse de Pétrone Maxime;

          - (Caius Rufius Festus), (v.235/40 - ?);
            - ? Rufius Festus, (v.270 - ap.310);
              - Rufius Festus Avienus, (v.300 - ?), corrector Lucania;
                - Postumius Rufius Festus Avienus, (v.320 - ap.366), proconsul d'Achaie et d'Afrique[14],[15];
                  - ? Rufius Maecius Placidus, (v. 340 - ap. v. 370);
                    - Rufius Valerius Messalla, (v.365 - ap.400), Préfet du prétoire d'Italie et d'Afrique en 399;
                      - Rufius Probianus, (v.385 - ap.416), Préfet de Rome en 416;
                        - Rufius Postumius Festus, (v.405 - ap.439), consul et Préfet de Rome en 439;
                          - Rufius Synesius Hadrianus, (v.430 - ap.v.470), Préfet de Rome;
                            - ? (Rufius Hadrianus), (v.460 - ?);
                              - ? Hadrianus, (v.495 - ap.546)

                          - Rufius Aggerius Festus, (v.435 - 513/23), consul en 472, Préfet de Rome[16];
                          - Rufius Valerius Messalla, (v.435 - ap.v.470), Préfet de Rome;

                        - Rufius Gennadius Avienus, (v.410 - ap.467), consul en 450;
                          - ? Rufius Achilius Maecius Placidus, (v. 440 - ap. 481), consul en 481 apr. J.-C. [17], [18]
                            - (Rufius Petronius) Probinus, (v. 460 - ap. 512), consul en 489;
                              - Blaesilla, (v. 480 - ap. 506);
                              - Rufius Petronius Nicomachus Cethegus, (v. 480/5 - ap. 551/8), consul en 504;
                                - ? (Rufius), (v. 510/5 - ?);
                                  - ? Cethegus, (v. 540 - ap. 598), vir clarissimus;
                                  - ? Placidus, (v. 545 - ap. 601), vir magnificus en Sicile;

                            - ? Rufius Petronius Volusianus, (v. 460/70 - ?), vir clarissimus;

                          - Rufius Achilius Sividius, (v. 445 - ap. 488), consul en 488;
                          - Stephania, (v. 445 - ?), épouse Asterius;
                          - Fausta, (v. 445 - ?), épouse de Severinus
                          - Anicius Probus Faustus, (v.450 - ap.509), consul en 490, Préfet du prétoire d'Italie en 509;
                            - Rufius Magnus Faustus Avienus, (v. 480 - ap. 528), consul en 502, préfet du prétoire d'Italie en 527;
                              - Aviena, (v.500 - ?), épouse de Probus;
                              - ? Rufius Gennadius Probus Orestes, (v.505 - 552), consul en 530;
                                - ? Gennadius, (v. 540 - ap. 598), exarque d'Afrique en 591;
                                  - ? N/Ne ?;
                                    - ? Gennadius, (v. 600 - ap. 647), exarque d'Afrique en 647;

                              - ? N/Ne ?;
                                - ? Venantius, (v. 550 - v. 600), patrice de Sicile;
                                  - Barbara

                                - ? Avienus, (v. 555 - ?);
                                  - Severinus, (v. 580 - 2/8/640), Pontifex Maximus

                            - Ennodius Messalla, (v. 485 - ap. 506), consul en 506;

                        - ? Rufius Aginatius, (v. 450 - ?), vir clarissimus

                  - Rufius Festus, (v.350 - ap.383), notarius en 383;
                  - Rufius Postumianus, (v.352 - ap.383), Préfet du prétoire d'Orient en 383;
                    - Anastasia, (v.380 - ap.440), épouse de Flavius Avitus Marinianus;
                      - Flavius Rufius Praetextatus Postumianus, (v.405 - ap.448), consul en 448;
                      - ? Rufius Viventius Gallus, préteur urbain vers 440/50.

        - Rufius Marcellinus

### Rufii Volusiani et Albini
- Gaius Ceionius Rufius Volusianus, homme de rang sénatorial, fut correcteur d'Italie d'environ 282 à 290 après J.-C., gouverneur d'Afrique de 305 à 306, puis préfet du prétoire et praefectus urbi . Il fut consul en 311 et 314, mais ses ennemis le mirent en disgrâce et il fut exilé en 315[19]. [20]
- Gaius Ceionius Rufius Volusianus signo Lampadius, préfet du prétoire des Gaules en 355 apr. J.-C., et praefectus urbi</link> de Rome en 365[21].
- Ceionius Rufius C. f. Albinus, praefectus urbi de 389 à 391 apr. J.-C.[22].
- Ceionius Rufius C. f. Volusianus, vicaire d'Asie avant 390[23]. [24]
- Rufius Antonius Agrypnius Volusianus, praefectus urbi de 417 à 418 après J.-C., Rufius avait auparavant été proconsul d'Afrique et deviendra plus tard préfet du prétoire d'Italie. Il était l'une des principales voix de la minorité païenne survivante de Rome et était un correspondant de Saint Augustin. Selon la Vie de sainte Mélanie, sa nièce l'a convaincu de se convertir au christianisme sur son lit de mort en 437[25],[26],[27],[28].

### Autres
- Rufius Festus, l'auteur du Breviarium Rerum Gestarum Populi Romani, un abrégé de l'histoire romaine basé sur Eutrope et Florus. L'ouvrage est dédié à l'empereur Valens et doit avoir été écrit vers 369 apr. J.-C. Il s'agit peut-être de la même personne que le poète Rufius Festus Avienus[29].
- Sextus Rufius Festus, peut-être le nom correct de l'auteur de De Regionibus Urbis Romanae, un ouvrage sur la géographie de la ville de Rome, et d'une histoire sous le titre de Breviarium de Victoriis et Provinciis Populi Romani, dédié à Valens. Il peut être identique à Rufius Festus, l'auteur du Breviarium Rerum Gestarum Populi Romani, et à Rufius Festus Avienus, le poète et écrivain géographie[30].
- Rufius Probianus, vicaire ou gouverneur adjoint d'une province incertaine vers 400 apr. J.-C. [31]
- Rufius Caecina Felix Lampadius, praefectus urbi de Rome sous Valentinien III et Théodose II, effectua d'importantes réparations au Colisée à la suite d'un tremblement de terre[32],[33].
- Rufius Praetextatus Postumianus, deux fois praefectus urbi, fut consul en 448 apr. J.-C. [34], [35]
- Rufius Viventius Gallus, frère de Postumianus, était praefectus urbi à un moment donné au milieu du Ve siècle[36].
- Rufius Opilio, vraisemblablement identique à Opilio, consul en 453, ou à Venantius Opilio, consul en 524. [37]
- Rufius Achilius Sividius, questeur et praefectus urbi, fut nommé consul par Odoacre en 488 apr. J.-C.[38],[39].
- Turcius Rufius Apronianus Asterius, praefectus urbi et consul en 494 apr. J.-C. Il édita un texte du Codex Mediceus de Virgile et épousa Vigilia, fille de Reparatus et nièce du pape Vigilius. Selon le Liber Pontificalis, les ennemis du pape l'ont fait arrêter pendant la nuit et battu à mort[40],[41].
- Rufius Turcius Apronianus, un vir clarissimus nommé dans un siège non daté du Colisée[42], [43].
- Rufius Magnus Faustus Avienus, consul en 502 après J.-C., puis préfet du prétoire d'Italie[44].
- Rufius Petronius Nicomachus Cethegus, consul en 504 apr. J.-C. Il était l'un des principaux porte-parole du Sénat romain, dont il était président lorsque Rome fut limogée par Totila en 546. Rufius s'enfuit à Constantinople, où il fut reçu avec honneur par Justinien[45],[46],[47].
- Rufius Gennadius Probus Orestes, consul en 530 apr. J.-C., faisait partie d'un certain nombre d'ex-consuls et autres nobles faits prisonniers par Totila en 546. Il fut libéré par une patrouille byzantine l'année suivante, mais faute de chevaux disponibles, il ne put être évacué et fut ensuite fait prisonnier par les Goths, qui le mirent à mort en 552, alors que le général Narsès reprenait la ville de Rome[48],[49].